# Circonscription de Limu Seka
La circonscription de Limu Seka est une des 177 circonscriptions législatives de l'État fédéré Oromia, elle se situe dans la Zone Jimma. Son représentant actuel est Ali Osman Turki.